# آبشار استیل
آبشار استیل (به انگلیسی: Steall Waterfall) آبشاری است که در اسکاتلند واقع شده و ارتفاع کلی ریزشگاه آن ۱۲۰ متر / ۳۹۳ پا است.

## نگارخانه

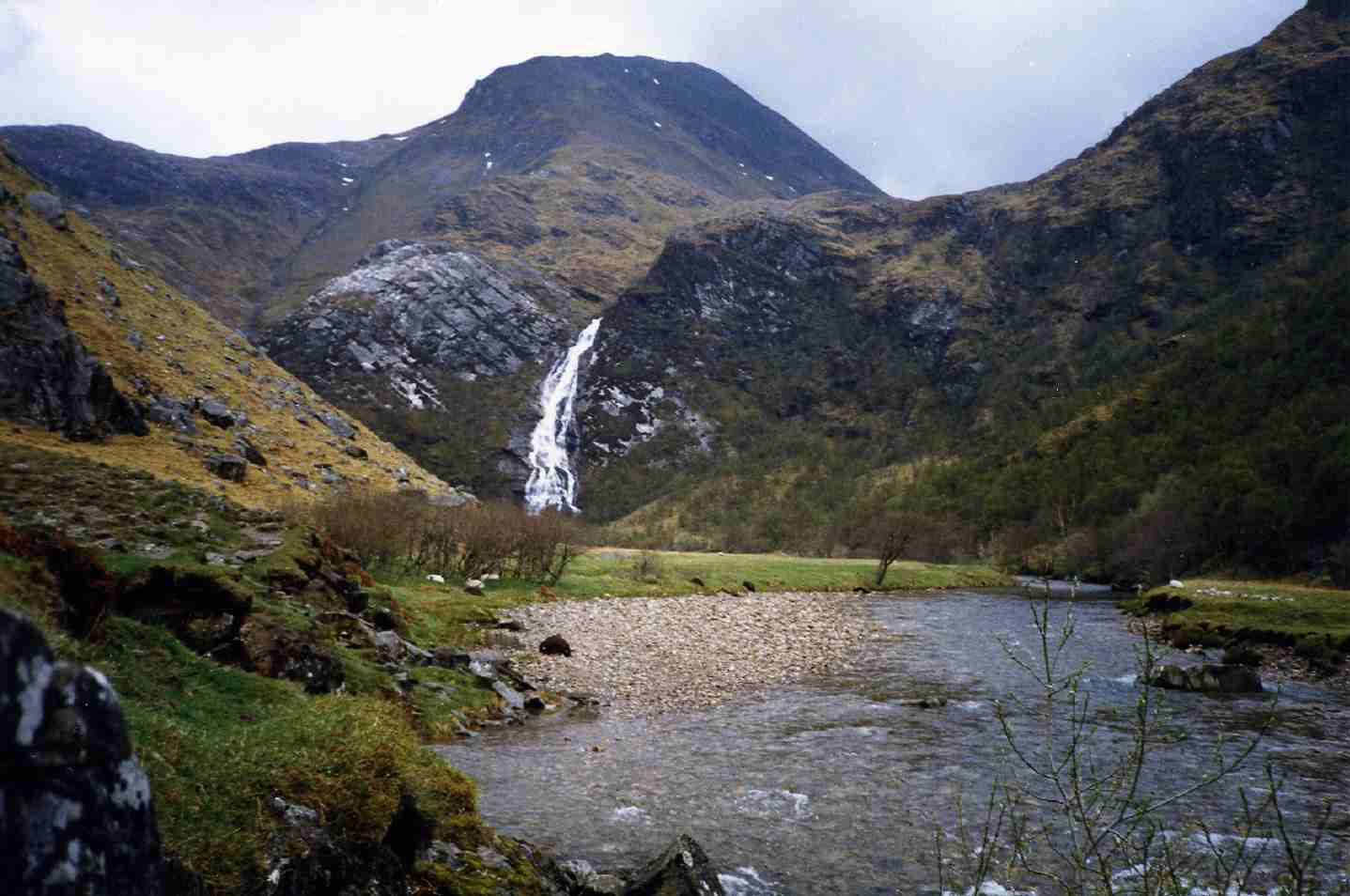
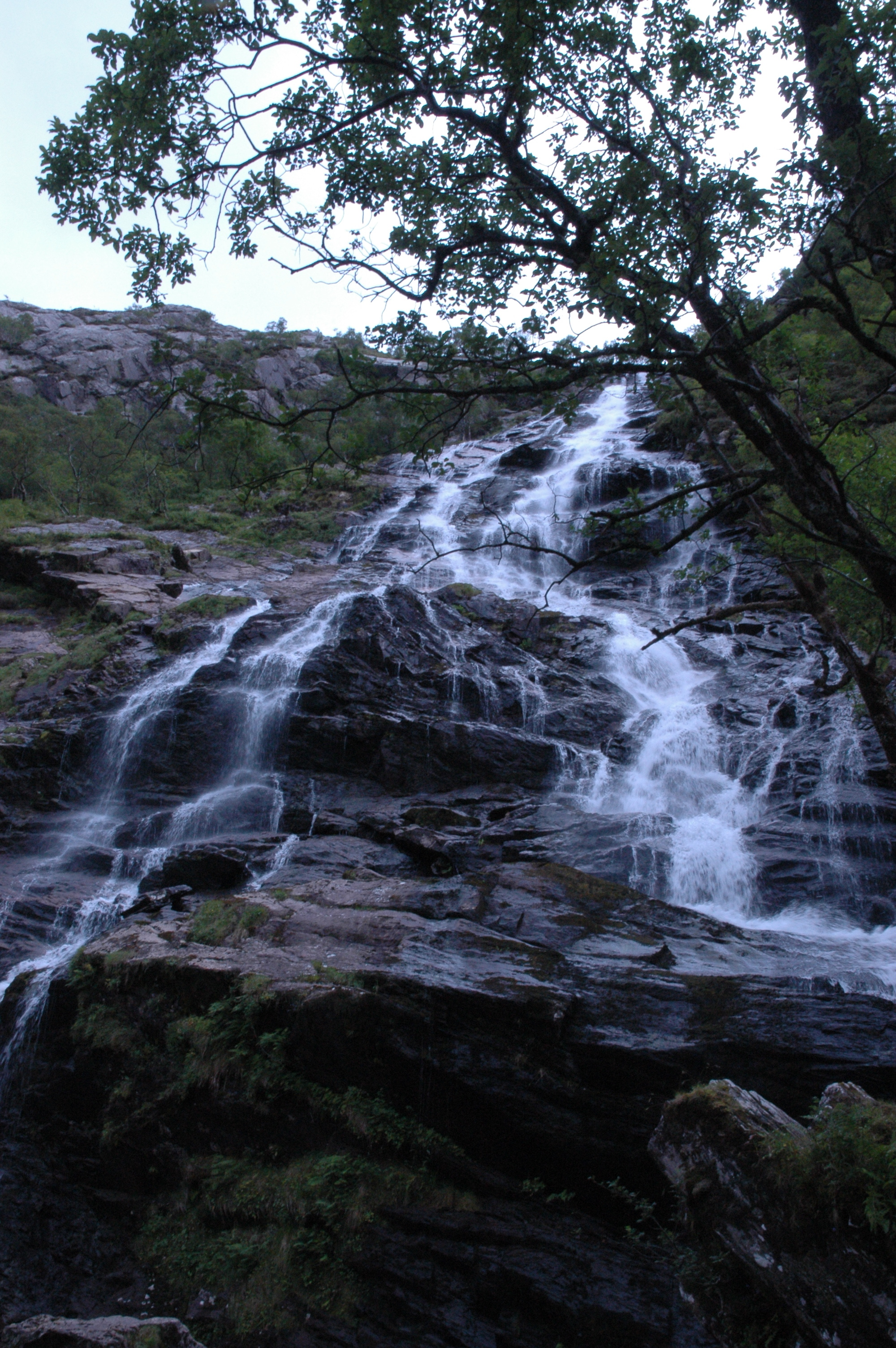